# Andersen György
Andersen György, születési nevén Abeles György (Budapest, Erzsébetváros, 1896. október 11. – Dreux, 1975. szeptember 25.) magyar újságíró, költő, műfordító.

## Életpályája
Andersen (Abeles) Tivadar órakereskedő és Müller Etel gyermekeként született középosztálybeli zsidó családban. Tanulmányait a Pozsonyi Evangélikus Líceumban kezdte, majd a Budapesti VI. Kerületi Magyar Királyi Állami Főgimnázium tanulója lett, ahol 1914-ben érettségi vizsgát tett. Ezt követően beiratkozott a Budapesti Tudományegyetem orvosi karára, azonban három évvel később megszakította tanulmányait és újságíró lett. A világháborút követően egykori tanára, Babits Mihály ajánlásával és segítségével a Nyugat című irodalmi folyóirat szerzői gárdájához is csatlakozhatott. 1921. június 3-án Budapesten, a Terézvárosban feleségül vette Krúdy Ilonát (1902–1944), Krúdy Gyula és Spiegler Arabella lányát. 1922 és 1925 között Olaszországban, 1925-től Franciaországban élt, s a párizsi École des hautes études en sciences sociales-ban diplomázott. Az 1920-as évek elejétől küldött tudósításokat Világ és a Magyar Hírlap című napilapoknak. A második világháború alatt a Magyar Függetlenségi Mozgalom lapjaiban jelentek meg írásai. 1945 és 1974 augusztusa között a Combat című napilap külpolitikai rovatvezetőjeként dolgozott. A Grand Dictionnaire Larousse lexikon munkatársa volt; ő írta a magyar irodalomról szóló cikkeket és a magyar írók életrajzait. Franciára fordította Petőfi Sándor, Vörösmarty Mihály, Ady Endre és Juhász Gyula számos költeményét. Tanulmányai jelentek meg a Spectacles du Monde, a Revue Politique et Parlamentaire és az Historama című folyóiratokban.

## Főbb művei
- Tovább. Babits Mihály előszavával. (versek, Budapest, 1920)
- Ölelés. Versek az életről és a szerelemről. 1920–1922. (Budapest, 1922)
- Csókok. Verseinek 3. könyve. (Budapest, 1924)
- Beszélgetés az Úristennel. Újabb versek. (Budapest, 1926)
- L’’histoire de la deuxième guerre mondiale (Párizs, 1945)